# Степанов, Пётр Андреевич
Степанов Пётр Андреевич (около 1731—после 1796) — офицер Российского императорского флота, участник Семилетней войны, русско-турецкой войны (1768—1774), Хиосского сражения. Георгиевский кавалер, капитан 1 ранга.

## Биография
Степанов Пётр Андреевич родился около 1731 года. В 1743 году поступил в Академию морской гвардии, которая в 1752 году была преобразована в Морской шляхетный кадетский корпус. 1 января 1745 года произведён в гардемарины. Корабельную практику проходил на кораблях Балтийского флота. 1 января 1755 года, после окончания класса астрономии Морского корпуса, произведён из сержантов в мичманы

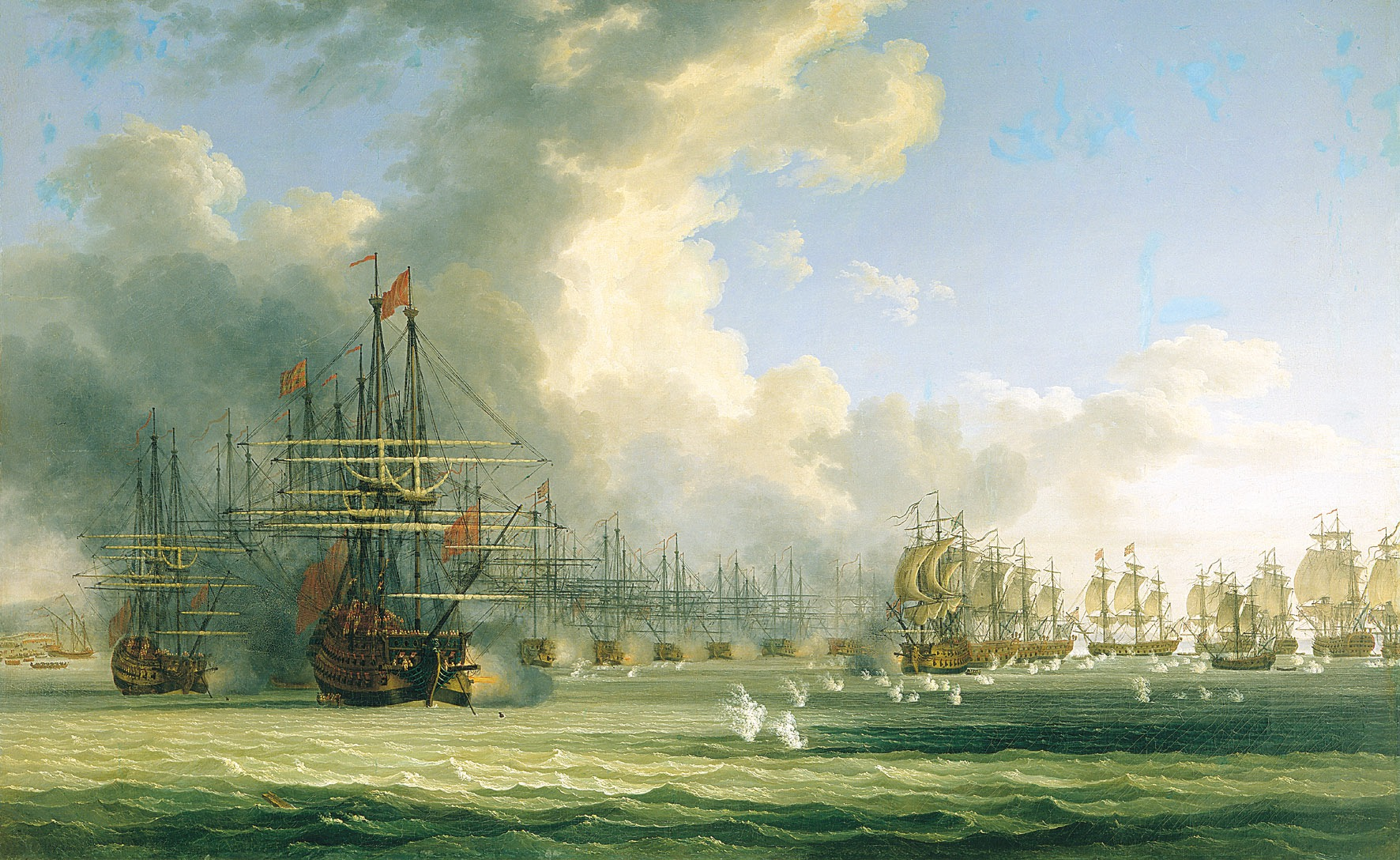
«Начало боя в Хиосском проливе 24 июня 1770 года»

Участвовал в Семилетней войне. 22 января 1757 года произведён в унтер-лейтенанты, командовал галиотом «Черепаха», на котором ходил в Данциг и Мемель с донесениями к командующему Балтийским флотом адмиралу З. Д. Мишукову. 8 марта 1759 года произведён в корабельные секретари. В 1760 году командовал пинком «Лев», плавал из Кронштадта в Архангельск с артиллерией и адмиралтейскими припасами. В 1761—1762 годах командовал дальней брандвахтой в Архангельске. 22 мая 1762 года произведён в лейтенанты корабельного флота, 2 сентября определён Адмиралтейств-коллегией в Морской кадетский корпус в штат капитанов. 20 апреля 1764 года произведён в капитан-лейтенанты. В 1765 году находился в архангельском порту.
Принимал участие в русско-турецкой войне (1768—1774) годов и Первой Архипелагской экспедиции. 12 апреля 1770 года произведён в капитаны 2 ранга. Командующим эскадры графом Алексеем Орловым был назначен командиром 34-пушечного фрегата «Надежда Благополучия». 24 июня 1770 года участвовал в Хиосском сражении. 24 ноября 1770 года фрегат прибыл в Аузу. В 1772 году принял командование над 74-пушечным линейным кораблём «Трёх Иерархов», который находился в Ливорно до 1773 года на ремонте.
9 июля 1774 года за отличие награждён, со старшинством со дня Высочайшего указа от 22 февраля 1773 года, орденом Святого Георгия 4 класса (№ 113 по кавалерскому списку Судравского и № 134 по списку Григоровича— Степанова).
20 февраля 1774 года Петру Андреевичу Степанову объявлена высочайшая милость — чин капитана 1 ранга и он был уволен от службы с пенсионом в 200 рублей. С 1796 года был заседателем верхнего суда Ярославского наместничества в том же чине.